# Martha Norelius

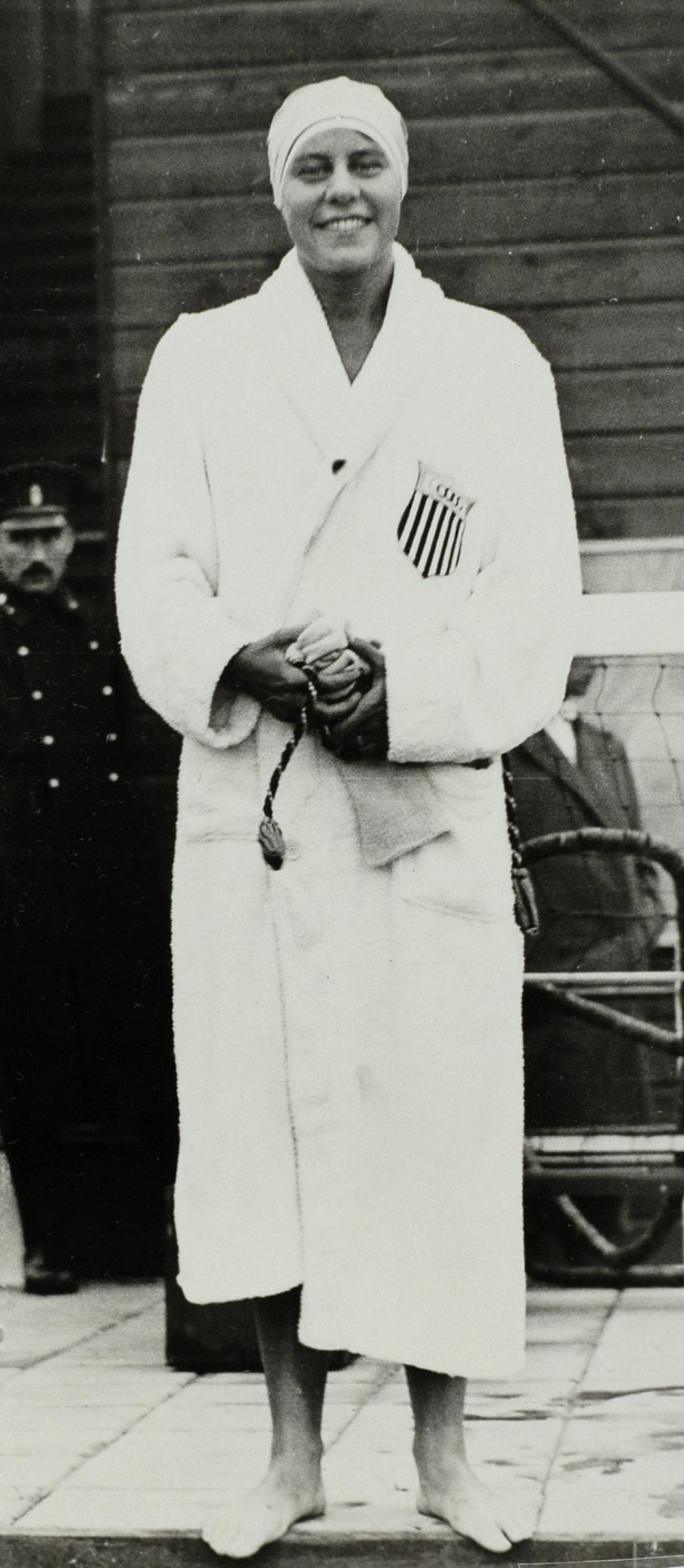
Martha Norelius, 1928

Martha Norelius (* 20. Januar 1908 in Stockholm; † 23. September 1955 in St. Louis) war eine US-amerikanische Schwimmerin.
Sie wurde von ihrem Vater Charles Norelius, der 1906 bei den Olympischen Zwischenspielen für Schweden startete, trainiert. Mit 15 Jahren wurde sie bei den Olympischen Spielen 1924 über 400 m Freistil Olympiasiegerin. Diesen Erfolg konnte sie bei den Olympischen Spielen 1928 in Amsterdam wiederholen. Außerdem gewann sie Gold mit der 4 × 100-m-Freistilstaffel.
Martha Norilius war von 1930 bis 1938 mit dem kanadischen Ruderer und Olympiasieger Joseph Wright verheiratet und anschließend noch zwei weitere Male. Im Jahr 1967 wurde sie in die Ruhmeshalle des internationalen Schwimmsports aufgenommen.